# Palazzo Sambonifacio Tedeschi
Palazzo Sambonifacio Tedeschi, conosciuto anche più semplicemente come palazzo Sambonifacio, è un edificio civile posto all'angolo tra via Scala e via Mazzini a Verona, che ospita l'hotel Accademia. Originariamente parte di palazzo Giusti, alla morte di un esponente di quella famiglia una porzione consistente fu ereditata dai Sambonifacio e, nel Settecento, fu completamente ristrutturata su progetto di Adriano Cristofali, che diede all'edificio quell'aspetto neoclassico che ancora lo contraddistingue.

## Storia e descrizione
Inizialmente la porzione di isolato in cui sorge il palazzo era di proprietà di Lelio Giusti, proprietà che fu tuttavia divisa alcuni anni dopo la sua morte, avvenuta nel 1482, tra i due figli Giusto e Zenovello. La divisione fu complessa e sancita da una sentenza arbitrale nel 1490: in base alla sentenza, l'immobile fu diviso in due proprietà distinte, con ingressi e scale separati.
Mentre la parte del complesso di proprietà di Zenovello rimase in mano alla famiglia Giusti, l'altra porzione ebbe una storia diversa. La linea del primogenito Giusto, infatti, si estinse con la discendente Isabella, nata intorno al 1581. Isabella sposò Ludovico Sambonifacio e i suoi beni passarono così all'omonima famiglia. I discendenti di Ludovico risultano risiedere ancora nell'edificio nelle anagrafi del 1625 e del 1633, mentre nelle anagrafi dal 1652 al 1692 non appare più alcun membro della famiglia, ma solo loro inquilini. Inoltre, tra il 1618 e il 1717, una parte di palazzo Sambonifacio fu affittata all'Accademia dei Filotimi.
Nel corso del Settecento il palazzo passò di proprietà alla famiglia Tedeschi. Fu Giandomenico Tedeschi a commissionare, nel 1750, i lavori di riammodernamento del prospetto del palazzo all'architetto Adriano Cristofali. Il cantiere, per ragioni non conosciute, non coinvolse l'intera proprietà ma solo l'angolo posto all'incrocio tra via Mazzini e via Scala, mentre la parte di minori dimensioni posta all'incrocio tra via Scala e vicolo Scala non fu toccata, per cui presenta ancora l'aspetto rinascimentale dell'antico palazzo Giusti.
Adibito fin dagli inizi del Novecento ad albergo, durante la seconda guerra mondiale fu gravemente danneggiato dal bombardamento alleato del 4 gennaio 1945. Nell'immediato dopoguerra il proprietario, Onofrio Zenatello (esponente della famiglia ancora proprietaria della struttura), si impegno nella ricostruzione del palazzo, il cui progetto fu commissionato nel 1956 all'architetto veronese Ettore Fagiuoli.